# 108720 Kamikuroiwa
108720 Kamikuroiwa è un asteroide della fascia principale. Scoperto nel 2001, presenta un'orbita caratterizzata da un semiasse maggiore pari a 2,7523372 UA e da un'eccentricità di 0,0345937, inclinata di 8,12389° rispetto all'eclittica.